# Château d'Albrechtsberg
Pour les articles homonymes, voir Albrechtsberg.
Le château d'Albrechtsberg (littéralement château du Mont-Albert), est un château situé à Dresde en Allemagne.

## Histoire
Le château a été construit entre 1850 et 1854 par Adolf Lohse (1807-1867) pour le prince Albert de Prusse, frère cadet des rois Frédéric-Guillaume IV de Prusse et Wilhelm de Prusse (futur empereur d'Allemagne sous le nom de Guillaume Ier). Le prince Albert venait d'être exclu de la maison de Hohenzollern à cause de son mariage morganatique avec la fille du général von Rauch, Rosalie von Rauch, titrée comtesse de Hohenau, et n'était plus souhaité à la Cour.
Le château est en style historiciste d'inspiration Renaissance italienne, Lohse étant un élève de Schinkel, et contraste avec le reste de la ville, d'allure baroque. Le parc avec ses terrasses est dessiné par Eduard Neide (1818-1883) et aménagé par Hermann Sigismund Neumann, jardinier à la Cour.
Après l'instauration de la République, le château est vendu en 1925 par le comte de Hohenau, son dernier propriétaire endetté, et le parc ouvert au public à partir de 1930. Il appartient à la ville de Dresde. Pendant le régime communiste de la RDA, le château servait de palais des pionniers. De nos jours, l'intérieur du château accueille des salles de concerts et de salles de conférences. Le château a besoin d'être restauré, après avoir été longtemps négligé.
On le visite notamment pour ses bains turcs et le salon des couronnes.

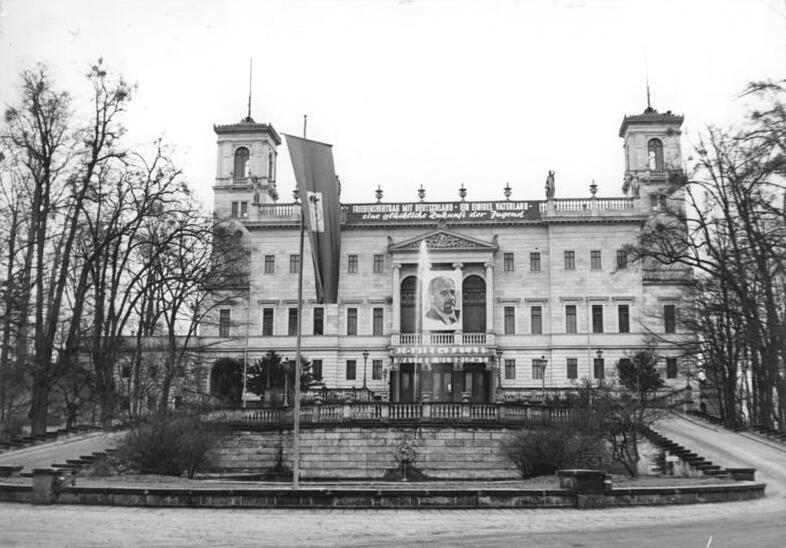
Le palais, nommé alors palais des Pionniers Walter Ulbricht, en 1952.